# 맹호연

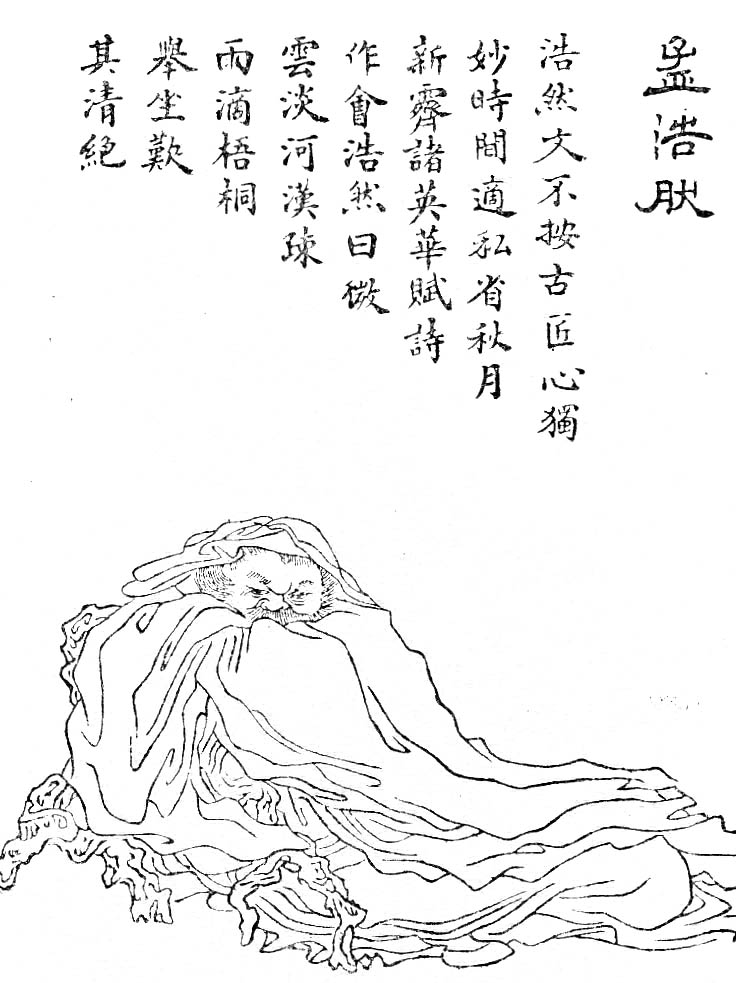
맹호연

맹호연(孟浩然, 689년 ~ 740년)은 중국 당나라의 시인이다. 이름은 호이며, 자는 호연이며 호(號)는 녹문거사(鹿門居士)이다.
양양(襄陽) 사람으로 절개와 의리를 존중하였다. 한때 녹문산(鹿門山)에 숨어 살면서 시 짓는 일을 매우 즐겼다. 40세 때 장안(지금의 시안)에 나가 시로써 이름을 날리고, 왕유·장구령 등과 사귀었다. 그의 시는 왕 유의 시풍과 비슷하며, 도연명의 영향을 받아 5언시에 뛰어났다. 격조 높은 시로 산수의 아름다움을 읊어 왕유와 함께 ‘산수 시인의 대표자’로 불린다. 맹양양(孟襄陽)으로도 불리며 저서에 ‘맹호연집’ 4권이 있다.

## 같이 보기
- 당시
- 왕유